# Alen Avdić
Alen Avdić (født 3. april 1977) er en tidligere bosnisk fodboldspiller.

## Bosnien-Hercegovinas fodboldlandshold
| Bosnien-Herzegovinas landshold | Bosnien-Herzegovinas landshold | Bosnien-Herzegovinas landshold |
| År                             | Kmp                            | Mål                            |
| ------------------------------ | ------------------------------ | ------------------------------ |
| 1999                           | 3                              | 0                              |
| Total                          | 3                              | 0                              |